# Eric Norelius
Eric Norelius, född den 26 oktober 1833, död den 15 mars 1916, var en svenskamerikansk präst, kyrkoledare och författare.

## Bakgrund
Eric Norelius föddes i byn Norrbäck, (dial. Nôrrbäkk) Hassela socken, i nuvarande Nordanstigs kommun i 
Hälsingland, Gävleborgs län, Sverige. Han genomgick grundskolan vid Hudiksvalls allmänna läroverk. 1850, vid 17 års ålder, emigrerade Norelius till USA. Med hjälp av Lars Paul Esbjörn skrev han in sig vid Capital University i Columbus, Ohio där han ägnade 4 år åt studier. Han prästvigdes 1855.

## Karriär
Norelius flyttade till de nyligen grundade församlingarna i Red Wing och Vasa (Minnesota) 1856. 1858 ombads han tjäna den svensk-lutherska församlingen i Attica (Indiana). 1863 kallades han tillbaka till Vasas och Red Wings församlingar i Goodhue County. Han var även med och grundade Vasa Lutheran Home for Childen som var Minnesotas första hem för föräldralösa barn grundat av svenska lutheraner.
Augustanasynoden var Norelius med och grundade, och han var ordförande i synoden mellan 1870 och 1881 samt mellan 1901 och 1910.
Norelius var även en aktiv journalist och författare och började skriva för Minnesota Posten mellan 1857 och 1858 som sedan slogs ihop med Hemlandet. Han skrev och redigerade även Svensk Luthersk Tidskrift, som senare blev Skaffaren, fram till 1882. Han var även redaktör över tidningen Augustana under en kortare period och synodkalendern Korsbaneret. Från 1899 till 1909 var han redaktör eller medredaktör i Tidskrift för svensk evangelisk luthersk kyrkohistoria i Amerika som senare kallades The Augustana Theological Quarterly.
Under den sista delen av hans liv efterforskade och skrev han synodens och svenska utvandringens, samt amerikanska bebyggelsens historia. Han publicerade Vasa illustrata (1905) med historien om hans församling i Vasa, The history of the Swedish Lutheran congregations and the Swedish-Americans (1890) (svenska:De svenska lutherska församlingarnas och svenskamerikanernas historia). Han skrev även en biografi om Tuve Hasselquist (1900). Eric Norelius tidningar finns i Swenson Swedish Immigration Research Center som ligger på Augustanas colleges campus på Rock Island, Illinois.

## Andra källor
- Johnson,  Emeroy  The Journals of Eric Norelius, a Swedish missionary on the American frontier (Augustana Book Concern. 1934)
- Ravenhill,  Leonard  Eric Norelius, Pioneer Midwest Pastor and Churchman (Augustana Book Concern. 1954)
- Peterson, Florence M. Turner Erik Norelius letters in the Gustavus Adolphus College Archives: Arranged chronologically (Gustavus Adolphus College. 1958)